# Hirekerur
Hirekerur é uma panchayat (vila) no distrito de Haveri, no estado indiano de Karnataka.

## Geografia
Hirekerur está localizada a 14° 28′ N, 75° 23′ L. Tem uma altitude média de 619 metros (2030 pés).

## Demografia
Segundo o censo de 2001, Hirekerur tinha uma população de 15 874 habitantes. Os indivíduos do sexo masculino constituem 51% da população e os do sexo feminino 49%. Hirekerur tem uma taxa de literacia de 71%, superior à média nacional de 59,5%: a literacia no sexo masculino é de 76% e no sexo feminino é de 66%. Em Hirekerur, 13% da população está abaixo dos 6 anos de idade.